# Sebald Schreyer

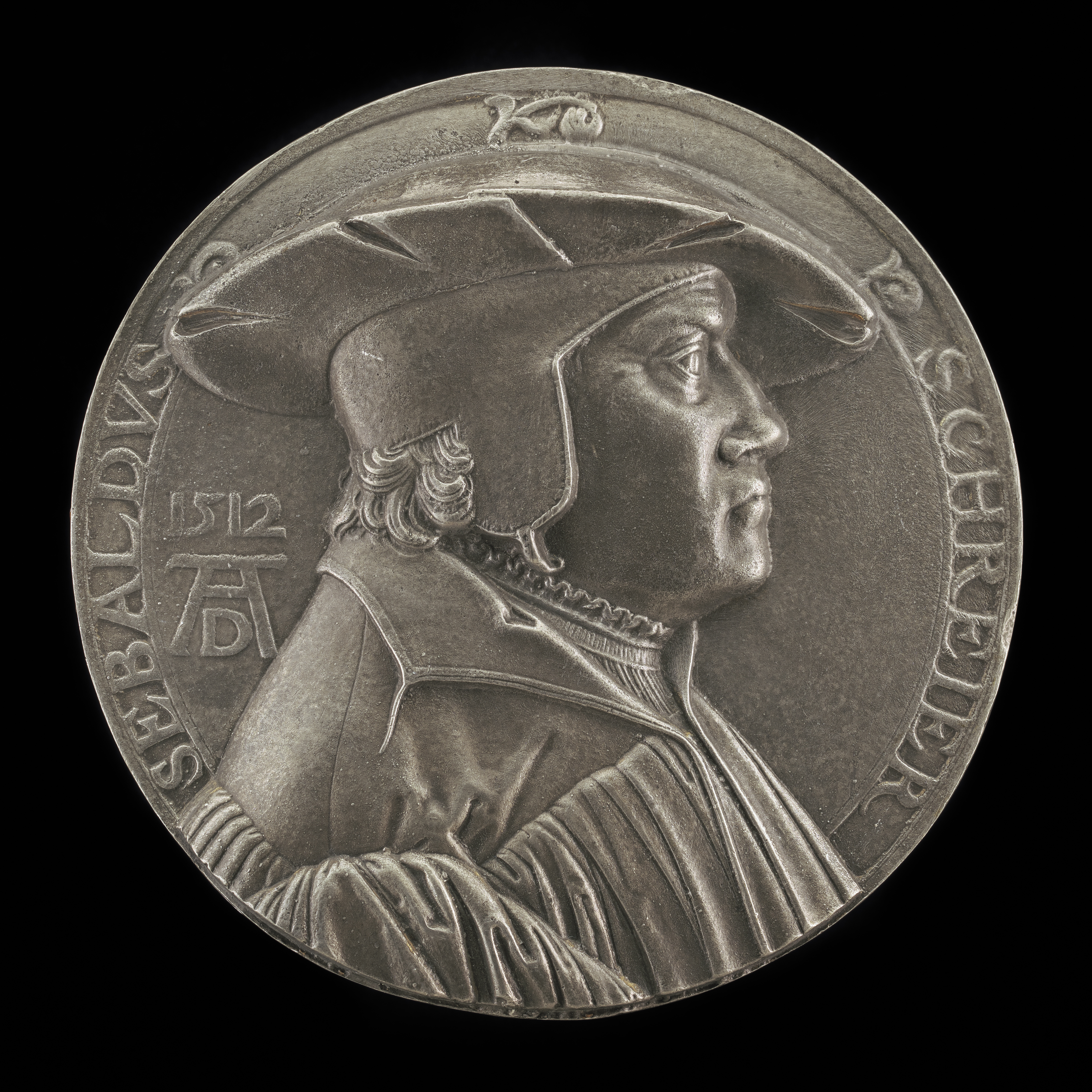
Porträtmedaille Sebald Schreyer

Sebald Schreyer (* 9. Juni 1446 in Nürnberg; † 22. Mai 1520 ebenda) war ein Nürnberger Kaufmann und Förderer des Humanismus.

## Leben
Sebald Schreyer war der Sohn des Pelzhändlers Hans Schreyer und der Genoveva geb. Fuchs. Seine Familie ermöglichte ihm einen Schulbesuch in Amberg und anschließend ein Studium in Leipzig. Er arbeitete zeitweise im Pelzhandel seiner Familie und später am Hofe Friedrich III. Durch Grunderwerbungen und Erbschaften häufte er ein enormes Vermögen an, was dem Kunst- und Wissenschaftsinteressierten Schreyer ermöglichte den deutschen Humanismus zu fördern. So finanzierte er 1493 beispielsweise mit seinem Schwager Sebastian Kammermeister den enorm aufwendigen und kostenintensiven Druck der Weltchronik des Hartmann Schedel. Ihn verband eine Freundschaft mit dem Humanisten Conrad Celtis. Überliefert ist ein Brief an ihn, in welchem er über seine Ängste über einen baldigen Weltuntergang schreibt. Als Argumente nennt er den Blitzeinschlag im Papstpalast, die Einnahme Methonis durch die Türken und allerlei neuartige Krankheiten. Alle Zeichen seien Folge des Hochmuts, Neides und der Wollust – insbesondere der Sodomie im Abendland. Deshalb werde die Welt bald wie Sodom und Gomorra von Flammen verzehrt werden.
Schreyer liegt im Ostchor der St. Sebald-Kirche in Nürnberg begraben.